# 三茂钷
三茂钷是钷的金属有机化合物，化学式为Pm(C5H5)3，在干燥空气中稳定。有放射性。
三茂钷和一般过渡金属的环戊二烯配合物不同，被认为是离子型键合。理论计算得出它的Pm自然布居分析（NPA）电子构型为6s0.115d1.194f2.21。它于1967年被发现。

## 制备
三茂钷可在四氢呋喃介质中，用无水氯化钷和环戊二烯钠反应得到：
3C5H5Na + PmCl3 → (C5H5)3Pm + 3 NaCl
它最早是由含钕-151的三茂钕β衰变产生的，而半衰期12分钟的钕-151则可通过中子捕获产生：
150Nd(C5H5)3 + n → 151Nd(C5H5)3
151Nd(C5H5)3 → 151Pm(C5H5)3

## 化学性质
三茂钷遇水分解，生成氢氧化钷和环戊二烯。